# Verwaltungsgemeinschaft Auengrund
In der Verwaltungsgemeinschaft Auengrund aus dem thüringischen Landkreis Hildburghausen hatten sich zuletzt zwei Gemeinden zur Erledigung ihrer Verwaltungsgeschäfte zusammengeschlossen.
Sitz der Verwaltungsgemeinschaft war Waldau. 

## Gemeinden
- Brünn/Thür.
- Crock (bis 1995)
- Oberland (bis 1995)
- Waldau
- Wiedersbach (bis 1995)

## Geschichte
Die Verwaltungsgemeinschaft wurde am 17. Juni 1994 gegründet. Zum 31. Dezember 1995 schieden die Gemeinden Crock, Oberland und Wiedersbach aus der Verwaltungsgemeinschaft aus und bildeten die Einheitsgemeinde Auengrund. Zum 31. Dezember 1996 schloss sich Waldau mit der Gemeinde Nahetal zur Einheitsgemeinde Nahetal-Waldau zusammen, Auengrund wurde erfüllende Gemeinde für Brünn/Thür., die Verwaltungsgemeinschaft wurde aufgelöst.